# Lachnum capitatum
Lachnum capitatum är en svampart som först beskrevs av Peck, och fick sitt nu gällande namn av Svrcek 1985. Lachnum capitatum ingår i släktet Lachnum och familjen Hyaloscyphaceae.   Inga underarter finns listade i Catalogue of Life.
I den svenska databasen Dyntaxa används istället namnet Incrucipulum capitatum för samma taxon.  Arten är reproducerande i Sverige.